# Pteragogus
Pteragogus là một chi cá biển thuộc họ Cá bàng chài. Các loài trong chi này có phạm vi phân bố tập trung ở Tây Thái Bình Dương và Ấn Độ Dương. Một loài trong chi này có thể được tìm thấy ở Đông Địa Trung Hải, là P. trispilus.

## Từ nguyên
Tiền định danh của chi bắt nguồn từ tiếng Hy Lạp cổ đại, được ghép bởi hai từ ptera ("vây, cánh") và agogos ("dẫn đầu"), hàm ý đề cập đến vây bụng vươn dài ở những con đực thuộc chi này.

## Các loài
Có 10 loài được công nhận trong chi này, bao gồm:
- Pteragogus aurigarius (Richardson, 1845)
- Pteragogus clarkae Randall, 2013[3]
- Pteragogus cryptus Randall, 1981
- Pteragogus enneacanthus (Bleeker, 1853)
- Pteragogus flagellifer (Valenciennes, 1839)
- Pteragogus guttatus (Fowler & Bean, 1928)
- Pteragogus pelycus Randall, 1981
- Pteragogus taeniops (Peters, 1855)
- Pteragogus trispilus Randall, 2013[3]
- Pteragogus variabilis Randall, 2013[3]